# Agathemera
Agathemera (лат.) — род палочников (Phasmatodea), единственный в семейств Agathemeridae. Эндемики юга Южной Америки (Аргентина, Чили). 8 видов встречаются по обе стороны Анд между параллелями 23º и 50º ю. ш., обнаружены на различных высотах от уровня моря до 4 км.

## Описание
Размер (в среднем): длина самцов 4,6 см (± 0,6), длина самок около 6,5 см (± 0,6). Тело толстое, цилиндрическое. Апикальная область средних и задних голеней мембранозная (не полностью склеротизированная). Голова шаровидная, простые глазки отсутствуют. Нижнечелюстные щупальцы 5-члениковые, а нижнегубные состоят из 3 сегментов. Усики состоят из 20—26 члеников. Самки крупнее самцов (половой диморфизм). Ведут ночной образ жизни, днём скрываются под камнями в подстилочном слое. Для защиты используется ядовитая парная переднегрудная железа (их ядовитые выделения отпугивают хищников, как среди беспозвоночных, так и среди позвоночных животных) и аутотомия. В ходе филогенетического анализа была доказана монофилия группы, выделенной в отдельный подотряд Agathemerodea, противопоставленный всем остальным палочникам.
- Agathemera claraziana (Saussure, 1868) — Аргентина
  - (= Agathemera bruchi (Brancsik, 1898))
- Agathemera crassa (Blanchard, 1851) — Чили
  - (= Anisomorpha pardalina (Westwood, 1859))
  - (= Anisomorpha variegata (Philippi, 1863))
- Agathemera elegans (Philippi, 1863) — Чили
  - (= Anisomorpha anthracina Redtenbacher, 1906)
- Agathemera grylloidea (Westwood, 1859) — Чили
  - (= Anisomorpha crassa (Philippi, 1863))
- Agathemera luteola  Camousseight, 2006 — Аргентина[5]
- Agathemera maculafulgens  Camousseight, 1995 — Аргентина[6]
- Agathemera mesoauriculae  Camousseight, 1995 — Чили[6]
- Agathemera millepunctata  Redtenbacher, 1906 — Аргентина